# Herbert Wagner (Physiker)
Herbert Wagner (* 6. April 1935) ist ein deutscher Physiker. Er ist emeritierter Professor für Theoretische Physik an der Ludwig-Maximilians-Universität München (LMU).

## Leben
Herbert Wagner promovierte 1963 bei Wilhelm Brenig an der Technischen Universität München zum Thema "Zweiteilchen-Näherung für Fermionensysteme mit Paarkorrelationen". Anschließend forschte er als Postdoktorand u. a. an der Cornell University bei David Mermin. Er war Institutsdirektor am  Forschungszentrum Jülich, bevor er in der zweiten Hälfte der 1970er Jahre auf die Professur an der Ludwig-Maximilians-Universität München (LMU) berufen wurde.
Seine wissenschaftliche Arbeit ist sehr facettenreich, mit Schwerpunkten in der Theoretischen Festkörperphysik und Statistischen Physik. Besonders bekannt ist das Mermin-Wagner-Theorem, in dem die thermische Stabilität zweidimensionaler Strukturen, beispielsweise von dünnen magnetischen und kristallinen Schichten, untersucht wird. 1966 von Herbert Wagner zusammen mit N. David Mermin publiziert, ist dieses Theorem heute nicht nur ein echter Zitationsklassiker, sondern in der Tat von immenser Bedeutung bei der theoretischen und experimentellen Analyse solcher zweidimensionaler Systeme.
In der jüngeren Vergangenheit hat sich Herbert Wagner vornehmlich mit der Morphologie und Dynamik kosmischer Strukturen befasst.
1992 erhielt Herbert Wagner die Ehrendoktorwürde der Universität Essen. Für 2016 wurde ihm mit der Max-Planck-Medaille die höchste wissenschaftliche Auszeichnung der Deutschen Physikalischen Gesellschaft (DPG) zugesprochen.